# Llibre de les cerimònies

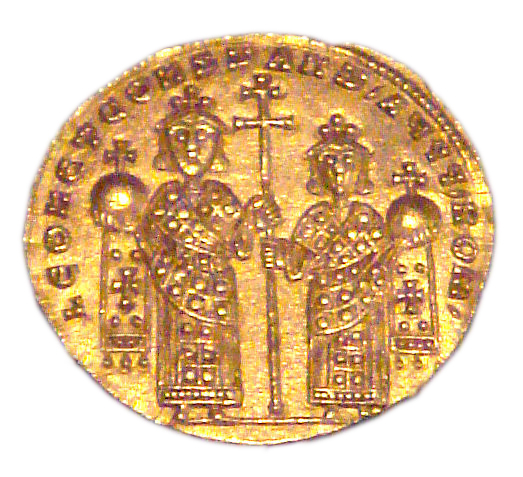
Solidus d'or que representa el jove Constantí VII amb son pare, Lleó VI el Savi

El Llibre de les cerimònies (llatí: De ceremoniis aulae Byzantinae; grec antic: Ἔκθεσις τῆς βασιλείου τάξεως, Ékthessis tis Vassiliu tàxeos, o grec antic: Περὶ τῆς Βασιλείου Τάξεως, Perí tis vassiliu tàxeos) és el títol llatí que se sol donar a un recull que descriu les cerimònies relacionades amb la cort dels emperadors romans d'Orient i el protocol que s'hi adjunta. El títol grec més citat n'és κθεσις τῆς βασιλείου τάξεως (Codificació de l'ordre del Palau), extret de les primeres línies del prefaci. Però el títol oficial complet que es troba al capdavant d'aquest prefaci és Tractat i obra realment digna de l'activitat imperial de Constantí, amic de Crist, i en Crist, etern rei, emperador, fill de Lleó, emperador molt savi, d'eterna memòria. Se sol anomenar Llibre de cerimònies.
Conté dos llibres escrits per l'emperador Constantí VII Porfirogènit (r. 913–959) en diferents moments. Tracta sobre cerimònies religioses i civils, així com sobre festes populars, des de la perspectiva de la cort i les normes d'etiqueta que els participants havien d'observar. L'únic manuscrit que ens n'ha arribat incorpora afegits, alguns dels quals són anteriors al període cobert per l'emperador, o posteriors a la seua mort.

## Teló de fons

### Concepció romana d'Orient del govern

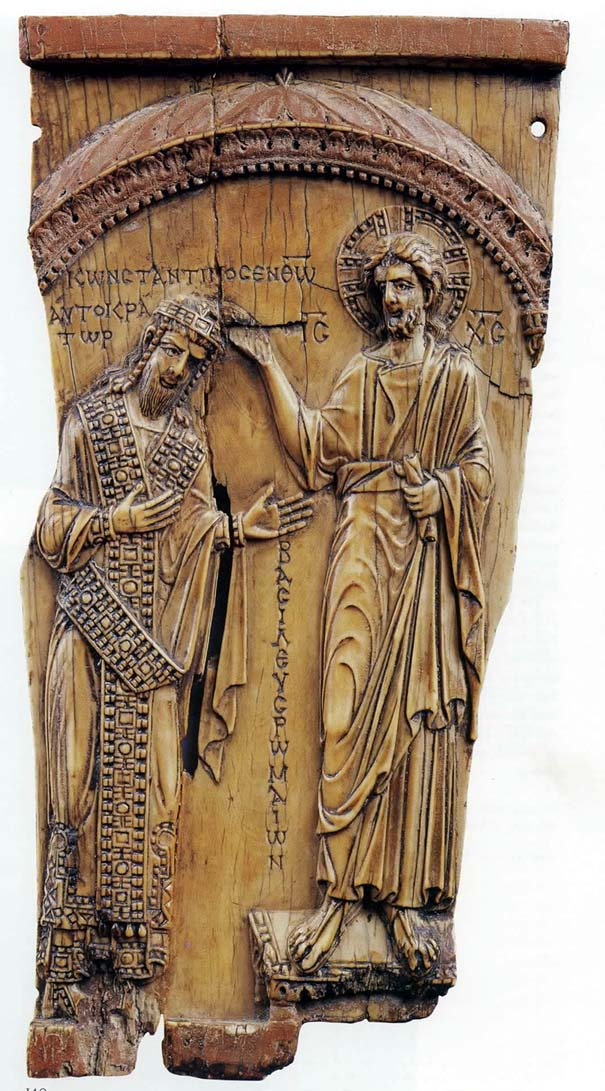
Crist coronant Constantí VII (ivori, 945, Museu Puixkin)

El terme essencial d'aquest llibre és Τάξις o ordre, arranjament corresponent a la paraula catalana etiqueta. Per als romans d'Orient, així com només hi havia un Déu al cel, només hi podia haver un emperador a la terra. I així com Déu posà ordre als éssers espirituals de l'esfera celeste, era el deure de l'emperador no sols posar ordre en l'imperi, sinó també portar-hi els altres pobles de l'univers, aquest món bàrbar on l'ataxia (desordre) regnava. Això va donar lloc a un autèntic culte imperial: cristianitzà el culte dels antics emperadors romans, l'escenari principal dels quals era el Gran Palau de Constantinoble, de la mateixa manera que el culte diví i la seua litúrgia tenien lloc a la catedral de Santa Sofia. Tot el que toca l'emperador es converteix en "sagrat": els seus apartaments es descriuen com sacre cubiculum, i una carta escrita pel basileu és un divalis sacra. La vida oficial d'aquest es regularà segons ritus semblants als de la litúrgia eclesiàstica, desenvolupant-se al ritme de processons, aclamacions, etc., al llarg d'un any marcat per una sèrie de festes.
El mateix Constantí VII resumeix aquesta idea al prefaci del llibre: "D'aquesta manera, que el poder imperial s'exercite amb ordre i mesura, reproduïsca el moviment harmònic que el Creador dona a tot aquest univers i (l'imperi) semble als nostres súbdits més majestuós i, així, més agradable i més admirable" (Llibre de cerimònies, I, prefaci).

### Gènere literari
El Llibre de cerimònies pertany al gènere literari de "recopilacions", l'edat daurada del qual fou el segle x. Fugint de la creativitat i l'originalitat, els autors volen aplegar, copiar i estructurar la cultura grecocristiana de l'Antiguitat tardana. Aquesta era l'època dels manuals, ja siga de jerarquia burocràtica (taktika), d'estratègia militar (strategika), de dret romà (basilika) o de normes que havien de seguir les corporacions de la capital (El Llibre de l'eparca). El gran ideal dels escriptors de l'època serà modelar el seu llenguatge a partir del que havien escrit els darrers grans autors dels segles III i IV. Constantí VII contribuirà a aquest "enciclopedisme" amb Sobre els temes (Περὶ θεμάτων Άνατολῆς καὶ Δύσεως), el De administrando imperio (Πρὸς τὸν ἴδιον υἱὸν Ῥωμαvóν) la Vita Basilii i el De cerimoniis, aquest últim se'n diferencia, però, de les obres contemporànies per un estil «popular i senzill» per a facilitar-ne la comprensió.

## Contingut

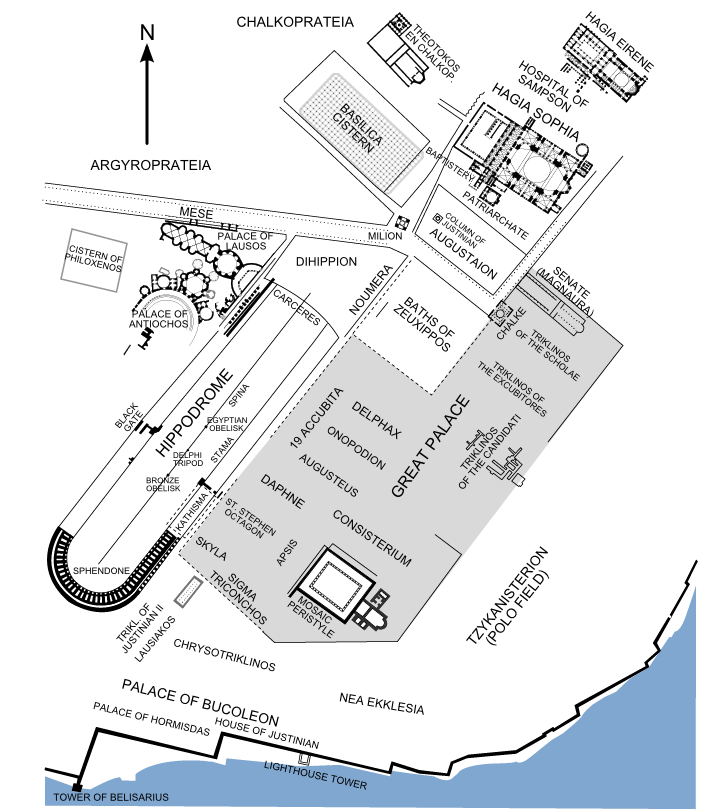
Plànol del barri imperial de Constantinoble tal com es dedueix de fonts literàries com el Llibre de les cerimònies

Tal com apareix en el Manuscrit de Leipzig, el Llibre de les cerimònies consta de dos llibres. El primer descriu (1) cerimònies religioses (capítols 1-46), (2) cerimònies civils (47-72), (3) cerimònies seculars (73-82). El segon llibre és un complement del primer i torna als dos primers temes, però sense un ordre concret. A més a més, el Llibre I conté un capítol (46) sobre la indumentària imperial que es reprén de manera més elaborada en el Llibre II (40 i 41).

### Llibre I
Els capítols 1 al 46 [1-37] descriuen les processons i cerimònies en què participen l'emperador i la cort, i les aclamacions oficials que els acompanyen. Primerament, hi ha un esquema que es pot usar en totes les cerimònies, i després el protocol específic de cada festa religiosa de l'any, com ara l'Exaltació de la Creu, el Naixement de Crist, l'Epifania, el Diumenge de Rams, Divendres Sant, Pasqua, Resurrecció de Crist (els sis dies posteriors a Pasqua) així com certes festes de sants importants com sant Demetri de Tessalònica o sant Basili.
Els capítols 47-72 [38-83] tracten de fets civils directament relacionats amb la família imperial, com ara la coronació d'emperadors i emperadrius (47-49 [38-40]), matrimonis (48, 50 [39, 41]), naixements (51 [42]), la promoció d'un Cèsar (52 [43]), i funerals (69 [60]). A partir del capítol 53 [44] es tracten les cerimònies de promoció d'alts càrrecs: nobilíssim (53 [44]), curopalata (54 [45]), magister (55 [46]), patrici, senador, estrateg (56 [47]), etc.
Tot seguit ve la descripció de determinades festes que marquen l'any civil: el capítol 73 [64] descriu la recepció a l'Hipòdrom d'Or el dilluns després del diumenge de Pasqua; el capítol 74 [65] el sopar que marca la festa de l'emperador, el lloc on es fa, el capítol 76 [67] el rang i la classe de dignataris.
Descriu amb detall el seguici imperial entre el Gran Palau i Santa Sofia, les parades que feia la processó, els funcionaris que saludaven els emperadors en cada parada i les cançons que marcaven aquestes parades. Així, durant la processó de la Nativitat de Crist (capítol 2), la processó s'atura sis vegades. En cada lloc és rebut oficialment per un oficial militar i per un "demòcrata", el responsable d'una de les faccions de l'hipòdrom. Mentrestant, el cor canta una cançó convencional (Moltes, moltes, moltes), o en relació amb la celebració del dia (L'estrela avança per sobre la cova per indicar als Reis d'Orient el mestre del sol), a la qual respon la multitud (Molts anys seré el teu servent, Senyor).
Defineix així el paper que tenen els principals dignataris, alts càrrecs, membres del Senat i dirigents de les faccions de l'Hipòdrom en les cerimònies imperials. Aquest ritual de festeig no sols descriu els moviments dels participants a peu, a cavall o amb barca, sinó també els vestuaris i la persona que ha d'iniciar els aplaudiments. L'emperador fa sovint el paper de Crist i el palau imperial es pot utilitzar per a celebracions de caràcter religiós, mostrant així la barreja del món sagrat i el profà. A més del palau imperial, l'Hipòdrom fou l'escenari de moltes cerimònies civils. No eren sols les curses de cavalls periòdiques o les excepcionals les que marcaven l'obertura d'una nova temporada (capítol 77 [68] «Sobre l'Hipòdrom i les coses que hi passen»; capítol 78 [69] "Què buscar quan es fa una cursa de cavalls segons l'horari establert"), l'indret també servia com a sala de recepcions, sala de banquets o per a celebracions que marcaven festes com la commemoració de la fundació de Constantinoble l'11 de maig (capítol 79 [70]) o el carnaval (Lupercalia) (capítol 82) [73]: "De la cursa de cavalls de carnaval, anomenada Lupercalia".
Els capítols següents (capítols 84-95), que hi van ser inserits per Constantí com a notes, o per algun altre copista, provenen del manual de Pere Patrici el Mestre (segle vi) i descriuen cerimònies com el nomenament de funcionaris (84, 85), la investidura per a certs llocs de treball (86), la recepció d'ambaixadors estrangers i la proclamació d'un emperador d'Occident (87, 88), la recepció d'ambaixadors perses (89, 90), l'adhesió d'alguns emperadors (91-96), i el nomenament del president del Senat (proedros) (97).

### Llibre II
La disposició del Llibre II és molt menys ordenada que la del Llibre I i a vegades fa la impressió de simples notes destinades a servir de base per a la redacció d'un text definitiu. També ací trobem les tres categories ja esmentades, però sense ordre:
- Cerimònies religioses: cap. 6 – 9, 11 – 14, 38, festes litúrgiques i coronació de patriarques.

- Cerimònies civils: cap. 1 – 5, 10, 15, 21 – 25, 33 – 34, 36 – 37. Promocions a dignitats, naixement, bateig, tonsura de joves porfirogenets, ambaixades.

- Cerimònies seculars: cap. 19, 20, 35, 43, 47. Jocs d'hipòdrom, danses, aclamacions, triomfs.[12]

Alguns capítols, com el Kleterologion (cap. 46), són textos existents inserits al llibre sense justificació aparent. Els capítols 48–53, que tracten d'impostos i generositat imperials, haurien de pertànyer als tractats de finances imperials, mentre que els capítols dedicats a les expedicions cretenques correspondrien a un manual militar (taktika). Finalment, el cap. 42 sobre les tombes imperials és clarament posterior a Constantí VII.
Com que el Llibre I era normatiu, prescriu com s'havien de realitzar algunes cerimònies imperials. El Llibre II és més descriptiu, explica cerimònies particulars del temps dels emperadors anteriors.
Tal com es presenta en el Llibre de les cerimònies, la vida d'un emperador pot semblar que només és una corrua de cerimònies que ocupen tots els dies de l'any. No s'ha d'oblidar, però, que Constantí VII aplegà en aquest llibre cerimònies aparegudes en diferents moments de la història, i algunes ja havien caigut en desús a la seua època. A més a més, no tots els emperadors donaven tanta importància a l'etiqueta de la cort.

## Transmissió

### Data de redacció

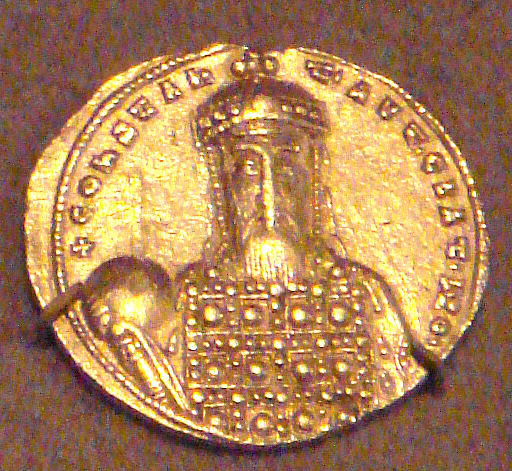
Solidus d'or de Constantí VII

Tot i que esdevingué oficialment emperador el 913, Constantí VII visqué fins al 944 a l'ombra de la seua mare primer, i després del seu sogre, Romà I Lecapé (r. 920 – 944). Probablement fou durant aquests anys d'inactivitat forçada que escrigué el Llibre I del Llibre de les cerimònies. El Llibre II va ser escrit per a l'educació del seu fill, el futur Romà II (r. 959 – 963) quan Constantí VII havia esdevingut únic governant de l'imperi, segurament els anys 958 o 959, ja que fa el relat de la proclamació de Romà II com a coemperador l'any 945, quan tenia set anys (ara en manca el capítol) i de la recepció donada a la princesa Olga de Kíiv el 957.
El text originari de Constantí VII va sofrir més tard modificacions i afegits, com els extractes textuals de Pere el Patrici (cap. 84 – 95), que es remunten al segle vi; les aclamacions en homenatge a Nicèfor II Focas (963 – 969) i les al·lusions del capítol 97 al nomenament d'un proedre que semblen relacionar-se amb el parakoimomenos Basili el Bastard s'han de datar del 963 – 969. Això explica que el primer manuscrit que ens ha arribat, l'anomenat Manuscrit de Leipzig (Leipzig, Univ. Lib. 28), probablement elaborat durant el regnat de Nicèfor II Focas, aparega com un recull bigarrat en què, al costat de cerimònies civils i religioses del segle x, trobem cerimònies de diferents segles, i textos que no tenen relació amb la finalitat declarada de l'emperador.

### Successives edicions i traduccions
- Leichius, Ioannes Henricus; Reiskius, Ioannes Iacobus, eds. Constantini Porphyrogenneti Imperatoris Constantinopolitani libri duo De Ceremoniis Aulae Byzantinae. 1. Lipsiae, Ioannis Friderici Gleditschii, 1751.

- Leichius, Ioannes Henricus; Reiskius, Ioannes Iacobus, eds. Constantini Porphyrogenneti Imperatoris Constantinopolitani libri duo De Ceremoniis Aulae Byzantinae. 2. Lipsiae, Ioannis Friderici Gleditschii, 1754.

- Reiske, Johann Jakob; Leich, Johannes Heinrich, eds. Constantini Porphyrogeniti Imperatoris De Ceremoniis Aulae libri duo graece et latini e recensione Io. Iac. Reiskii cum eiusdem commentariis integralis. Corpus Scriptorum Historiae Byzantinae. 1. Bonn, Weber, 1829.

- Reiske, Johann Jakob; Leich, Johannes Heinrich, eds. Constantini Porphyrogeniti Imperatoris De Ceremoniis Aulae Byzantinae libri duo grece et latini e recensione Io. Iac. Reiskii cum eiusdem commentariis integris. Corpus Scriptorum Historiae Byzantinae. 2. Bonn, Weber, 1830.

- Constantin Porphyrogenitus. Le Livre de cérémonies. Textos francesos i grecs en paral·lel. Trad. Albert Vogt. París, Les Belles Lettres, 1967. Volum I (llibre 1; capítols 1-46). Volum II (llibre 1; capítols 47-92).

- Constantin Porphyrogenitus. Le livre des cérémonies. Comentaris d'Albert Vogt. París, Les Belles Lettres, 1967. Volum I (llibre 1; capítols 1-46). Volum II (llibre 1; capítols 47-92).

- Konstantinos Porphyrogennetos. The book of ceremonies in 2 volumes. Byzantina Australiensia (Reiske ed.). Trad: Ann Moffatt. Canberra, Australian Association for Byzantine Studies, 2012. ISBN 1876503424.
- +(grec antic) Dagron, Gilbert; Flusin, Bernard (dirs.), El llibre de  cerimònies, cinc volums en sis vol., París, Collège de France, coll. «Institut d’études byzantines»), 2020. ISBN 978-2-9167-1670-1.

## Importància històrica
El Llibre de les cerimònies ens proporciona informació valuosa sobre la cort de Constantinoble i l'administració imperial: qui formava part de la classe noble de Constantinoble (els títols) i la classe administrativa (les funcions), de quines oficines (ara en diríem conselleries) es componia aquesta administració, com es promocionaven els alts càrrecs, i fins i tot quina roba duia l'emperador. Gràcies a les grans cerimònies religioses, civils i seculars podem entendre millor la vida pública protagonitzada pels que formaven aquesta cort.
També ens permet entendre millor el marc en què s'exerceix el poder imperial. Entenem una mica millor la disposició del Gran Palau, l'Hipòdrom, Santa Sofia, el Palau de Dafne i l'Octògon, i sales com el Chrisotriklinós i el Filax, en què es feien les grans cerimònies.
Si bé la política exterior de l'Imperi Romà d'Orient s'exposa amb més profunditat en Sobre l'administració de l'imperi, el Llibre de cerimònies ens dona una bona idea de la jerarquia en què Constantinoble classificava els pobles amb què tenia relacions. Al capdamunt de la jerarquia es trobaven els perses sassànides, els àrabs i, després, el soldà d'Egipte, amb qui l'emperador tractava pràcticament en igualtat de condicions. Després venia el kagan dels khàzars i alguns reis occidentals, inclòs el dels francs. D'aquest ordre de precedència deriva la forma en què es dirigia als seus sobirans. Els primers, considerats com a pobles independents, rebien una carta (grammata), mentre que els considerats súbdits rebien ordres (keleusis) (els governants dels petxenegs i magiars es consideren independents i reben el títol d'arconts; els governants dels serbis, croats i altres principats eslaus es consideren súbdits).  Tots estaven segellats amb un toro d'or el valor del qual corresponia al rang del sobirà en qüestió: L'"emir dels creients" rebia una "lletra" segellada amb una bombolla de quatre solidi, mentre que el "papa de Roma" només tenia dret a una bombolla d'un o dos solidi, les inconsistències del text revelen l'estat fluctuant de les relacions.
Finalment, a nivell lingüístic, en un moment en què s'intentaven amb diversos graus d'èxit imitar la llengua antiga, el Llibre de les cerimònies està escrit en "un estil popular i senzill, perquè hi hem conservat les paraules i els noms donats en el llenguatge quotidià." Com a resultat, moltes paraules continuen sent un enigma, sobretot les relacionades amb l'argot de curses o els pentinats i la roba. Fan palés que, malgrat els esforços dels estudiosos, moltes paraules estrangeres, escrites sovint amb una grafia purament fonètica, estaven entrant en una llengua la sintaxi de la qual estava en transformació, abandonant els casos dels substantius i els modes per als verbs.